# Joachim Hiehle
Joachim Hiehle (* 21. Dezember 1926 in Berlin; † 3. Oktober 2024) war ein deutscher Jurist und beamteter Staatssekretär.

## Leben
Hiehle wurde 1926 als Sohn eines Ministerialbeamten, der seinerzeit im Reichsfinanzministerium arbeitete, in Berlin-Schöneberg geboren. Anfang 1943 wurde er erst zum Kriegsdienst als Luftwaffenhelfer und später zum Reichsarbeitsdienst eingezogen und trat im Juli 1943 als Offiziersanwärter in die Kriegsmarine ein. Er fuhr als Fähnrich zur See auf Zerstörern und Minensuchern der Kriegsmarine und geriet 1945 in Dänemark in Kriegsgefangenschaft. Nach Kriegsende fuhr er noch zwei Jahre beim Deutschen Minenräumdienst.
1947 wurde er aus der Kriegsgefangenschaft entlassen und kehrte nach Berlin zurück, wo er 1948 das Abitur ablegte. Er studierte ab dem Wintersemester 1948/49 Rechts- und Staatswissenschaften in Berlin, Frankfurt und Bonn. Nach dem 1. Staatsexamen (Note vollbefriedigend) 1953 folgte das Referendariat am Oberlandesgericht Köln und das 2. Staatsexamen am Oberlandesgericht Düsseldorf. 1956 wurde er zum Dr. jur. promoviert und war ab 1957 als Assessor in der Bundeszollverwaltung in Konstanz tätig. 1958 wurde er Hilfsreferent für den Bundeshaushalt im Bundesministerium der Finanzen. 1963 wurde er Referatsleiter, 1964 Leitender Regierungsdirektor und 1968 Ministerialrat. Unter Bundesfinanzminister Franz Josef Strauß wurde er Generalreferent und stieg 1971 zum Abteilungsleiter auf. 1974 wurde er schließlich beamteter Staatssekretär im Bundesministerium der Finanzen und damit politischer Beamter. Unter Bundesverteidigungsminister Hans Apel wurde er nach dessen Wechsel zum Bundesminister der Verteidigung auch auf Einwirken von Bundeskanzler Helmut Schmidt 1978 beamteter Staatssekretär des Bundesministers der Verteidigung. Dies blieb er auch nach dem Regierungswechsel 1982 unter Minister Manfred Wörner. Von Oktober 1980 bis September 1983 war Winfried Dunkel sein Persönlicher Referent. In die Kießling-Affäre involviert, meldete Hiehle sich erst Mitte Januar 1984 krank und kehrte nicht mehr an seinen Arbeitsplatz zurück. Zum 1. April 1984 wurde er in den Ruhestand versetzt. Danach war er in der Industrie tätig.
In der Bundesmarine bekleidete er den Dienstgrad eines Korvettenkapitäns der Reserve.
Er war verheiratet und Vater von zwei Kindern.

## Auszeichnungen
- Großes Bundesverdienstkreuz mit Stern und Schulterband (1979)